# Leanne van den Hoek

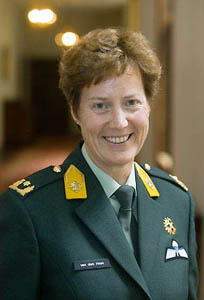
Leanne van den Hoek (2005)

Leanne van den Hoek (* 21. August 1958 in Rotterdam) ist eine niederländische Offizierin (Brigadegeneral).
1979 trat sie als Offiziersanwärterin in das Niederländische Heer ein. Sie besuchte u. a. die Koninklijke Militaire Academie in Breda und die Führungsakademie der Bundeswehr in Hamburg. Sie durchlief verschiedene Verwendungen und wurde 2001 die erste weibliche Bataillonskommandeurin im Niederländischen Heer. Die Beförderung zum Brigadegeneral 2005 machte sie zum ersten weiblichen General im niederländischen Militär.
Sie ist verheiratet und eine passionierte Skydiverin.